# Micrornebius incertus
Micrornebius incertus är en insektsart som först beskrevs av Sigfrid Ingrisch 1998.  Micrornebius incertus ingår i släktet Micrornebius och familjen Mogoplistidae. Inga underarter finns listade i Catalogue of Life.